# Esoteric Warfare
Esoteric Warfare är det femte fullängdsalbumet till det norska extrem metal-bandet Mayhem. Albumet utgavs av skivbolaget Season of Mist den 6 juni 2014 (10 juni i Nordamerika) och är det första albumet med gitarristen Teloch (Morten Bergeton Iversen) som medlem i Mayhem efter att Blasphemer hade slutat i bandet.

## Låtlista
1. "Watchers" – 6:19
2. "Psywar" – 3:25
3. "Trinity" – 3:57
4. "Pandæmon" – 2:53
5. "MILAB" – 6:03
6. "VI Sec." – 4:14
7. "Throne of Time" – 4:06
8. "Corpse of Care" – 4:06
9. "Posthuman" – 6:55
10. "Aion Suntelia" – 5:22

## Medverkande
Mayhem
- Necrobutcher (Jørn Stubberud) – basgitarr
- Hellhammer (Jan Axel Blomberg) – trummor
- Attila Csihar – sång
- Teloch (Morten Bergeton Iversen) – gitarr
- Ghul (Charles Hedger – gitarr

Övriga medverkande
- Maor Appelbaum – mastering
- Møllern – ljudtekniker
- CERN (Christian Fleck) – texter
- Zbigniew Bielak – omslagsdesign
- Ester Segarra – foto